# Hoodia juttae
Hoodia juttae — вид сукулентних квіткових рослин родини барвінкових (Apocynaceae).

## Історія відкриття
Рослину виявила у 1913 році Ютта Дінтер, дружина німецького ботаніка Курта Дінтера. Наступного року Дінтер опублікував опис рослини та назвав вид H. juttae на честь своєї дружини.

## Поширення
Ендемік Намібії. Поширений лише у гірських системах Малий Карас та Великий Карас на півдні країни. Трапляється на кам'янистих ділянках.